# 85199 Habsburg
85199 Habsburg este un asteroid din centura principală de asteroizi.

## Descriere
85199 Habsburg este un asteroid din centura principală de asteroizi. A fost descoperit pe 3 octombrie 1991 la Tautenburg de Freimut Börngen și Lutz Dieter Schmadel. Asteroidul prezintă o orbită caracterizată de o semiaxă mare de 2,21 ua, o excentricitate de 0,11 și o înclinație de 5,4° în raport cu ecliptica.